# Równanie sześcienne

Wykres funkcji sześciennej która ma 3 pierwiastki rzeczywiste: są nimi współrzędne punktów przecięcia wykresu osią x: 2, -1 oraz -4. Pozwala to na zapis w postaci iloczynowej – rozkład na czynniki liniowe:

Równanie sześcienne lub trzeciego stopnia – równanie algebraiczne postaci {\displaystyle ax^{3}+bx^{2}+cx+d=0,} gdzie {\displaystyle a\neq 0}, a niewiadoma {\displaystyle x} i współczynniki {\displaystyle a,b,c,d} zwykle są liczbami rzeczywistymi lub zespolonymi.
Jeśli współczynniki są rzeczywiste, to równanie tego typu:
- ma co najmniej jedno rozwiązanie rzeczywiste[1];
- może też mieć dwa rzeczywiste rozwiązania, z czego jedno jest nazywane pierwiastkiem podwójnym[1];
- może też mieć trzy różne rozwiązania rzeczywiste[1];
- jeśli ma tylko jedno rozwiązanie rzeczywiste, to oprócz tego istnieją dwa rozwiązania zespolone[1].

Badania równań sześciennych doprowadziły między innymi do koncepcji liczb urojonych i zespolonych.

## Postać kanoniczna

### Twierdzenie
Aby wyznaczyć pierwiastki równania sześciennego o współczynnikach rzeczywistych lub zespolonych
|  |  | {\displaystyle ax^{3}+bx^{2}+cx+d=0} |  | (1) |

równanie to sprowadza się do tak zwanej postaci kanonicznej:
|  |  | {\displaystyle y^{3}+py+q=0} |  | (2) |

gdzie:
{\displaystyle p={\frac {c}{a}}-{\frac {b^{2}}{3a^{2}}}}
{\displaystyle q={\frac {2b^{3}}{27a^{3}}}+{\frac {d}{a}}-{\frac {bc}{3a^{2}}}}
Postać kanoniczną uzyskuje się stosując do równania wyjściowego podstawienie:
{\displaystyle x=y-{\frac {b}{3a}}}
Po znalezieniu rozwiązań równania kanonicznego (2) rozwiązania pierwotnego równania (1) znajduje się z ostatniego wzoru zamieszczonego powyżej.

### Dowód
Dzieląc obie strony równania (1) przez {\displaystyle a,} otrzymuje się
{\displaystyle x^{3}+{\frac {b}{a}}x^{2}+{\frac {c}{a}}x+{\frac {d}{a}}=0.}
Stosując podstawienie {\displaystyle x=y-{\frac {b}{3a}},} otrzymuje się
{\displaystyle \left(y-{\frac {b}{3a}}\right)^{3}+{\frac {b}{a}}\left(y-{\frac {b}{3a}}\right)^{2}+{\frac {c}{a}}\left(y-{\frac {b}{3a}}\right)+{\frac {d}{a}}=0.}
Po wymnożeniu, uproszczeniu i poszeregowaniu według potęg otrzymuje się
{\displaystyle y^{3}-y^{2}{\frac {b}{a}}+y^{2}{\frac {b}{a}}+y{\frac {b^{2}}{3a^{2}}}-y{\frac {2b^{2}}{3a^{2}}}+y{\frac {c}{a}}-{\frac {b^{3}}{27a^{3}}}+{\frac {b^{3}}{9a^{3}}}-{\frac {bc}{3a^{2}}}+{\frac {d}{a}}=0.}
Wyraz z kwadratem znika i otrzymuje się:
{\displaystyle y^{3}+y\left({\frac {c}{a}}-{\frac {b^{2}}{3a^{2}}}\right)+{\frac {2b^{3}}{27a^{3}}}+{\frac {d}{a}}-{\frac {bc}{3a^{2}}}=0.}
Stosując podstawienia:
{\displaystyle p={\frac {c}{a}}-{\frac {b^{2}}{3a^{2}}},}
{\displaystyle q={\frac {2b^{3}}{27a^{3}}}+{\frac {d}{a}}-{\frac {bc}{3a^{2}}}.}
otrzymuje się równanie w postaci kanonicznej (2).

## Równanie kanoniczne o współczynnikach rzeczywistych
Aby wyznaczyć pierwiastki równania kanonicznego (2), oblicza się tzw. wyróżnik
{\displaystyle \Delta =\left({\frac {p}{3}}\right)^{3}+\left({\frac {q}{2}}\right)^{2}}

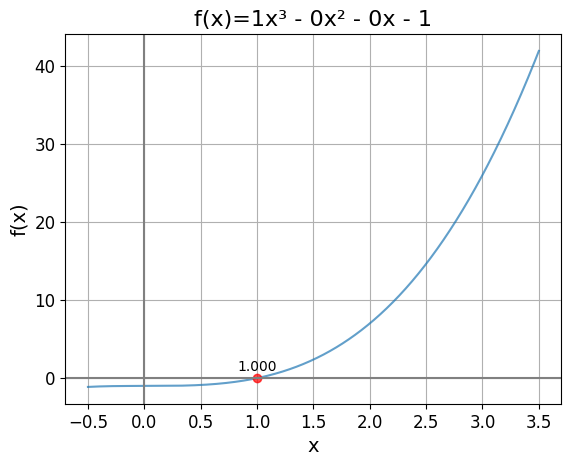
Funkcja sześcienna
ma pierwiastek rzeczywisty oraz dwa pierwiastki zespolone, - pierwiastki zespolone pojawiają się z równania kwadratowego.

(pojęcie wyróżnika jest analogiczne jak dla funkcji kwadratowej). Jeżeli równanie ma współczynniki rzeczywiste, to wyróżnik jest liczbą rzeczywistą - wtedy mają sens poniższe wzory, gdzie zależnie od znaku wyróżnika są 3 możliwe przypadki.
Przypadek 1   {\displaystyle \Delta >0{:}}
Oblicza się
{\displaystyle u={\sqrt[{3}]{-{\frac {q}{2}}-{\sqrt {\Delta }}}}}
{\displaystyle v={\sqrt[{3}]{-{\frac {q}{2}}+{\sqrt {\Delta }}}}}
Równanie (2) ma pierwiastek rzeczywisty
{\displaystyle y_{0}=u+v}
oraz dwa pierwiastki zespolone, wzajemnie sprzężone
{\displaystyle y_{1}=-{\frac {1}{2}}(u+v)+i{\frac {\sqrt {3}}{2}}(u-v)}
{\displaystyle y_{2}=-{\frac {1}{2}}(u+v)-i{\frac {\sqrt {3}}{2}}(u-v)}
Przypadek 2  {\displaystyle \Delta =0{:}}
2.1 Gdy {\displaystyle q\neq 0} (wtedy wobec {\displaystyle \Delta =0} jest {\displaystyle p\neq 0}), to
{\displaystyle y_{0}=y_{1}={\sqrt[{3}]{\frac {q}{2}}}}
{\displaystyle y_{2}=-2\ {\sqrt[{3}]{\frac {q}{2}}}}

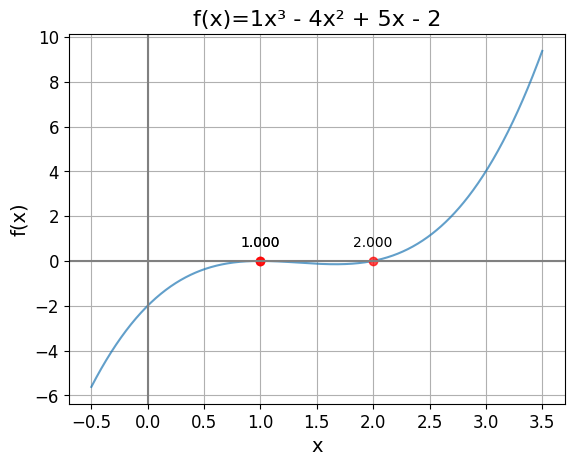
Funkcja sześcienna ma pierwiastki: podwójny oraz pojedynczy.

-  równanie (2) ma jeden pierwiastek rzeczywisty podwójny i jeden pojedynczy
2.2 Gdy {\displaystyle q=0} (wtedy też {\displaystyle p=0}), to równanie (2) ma jeden pierwiastek rzeczywisty potrójny:
{\displaystyle y_{0}=y_{1}=y_{2}=0} 
Przypadek 3   {\displaystyle \Delta <0{:}}

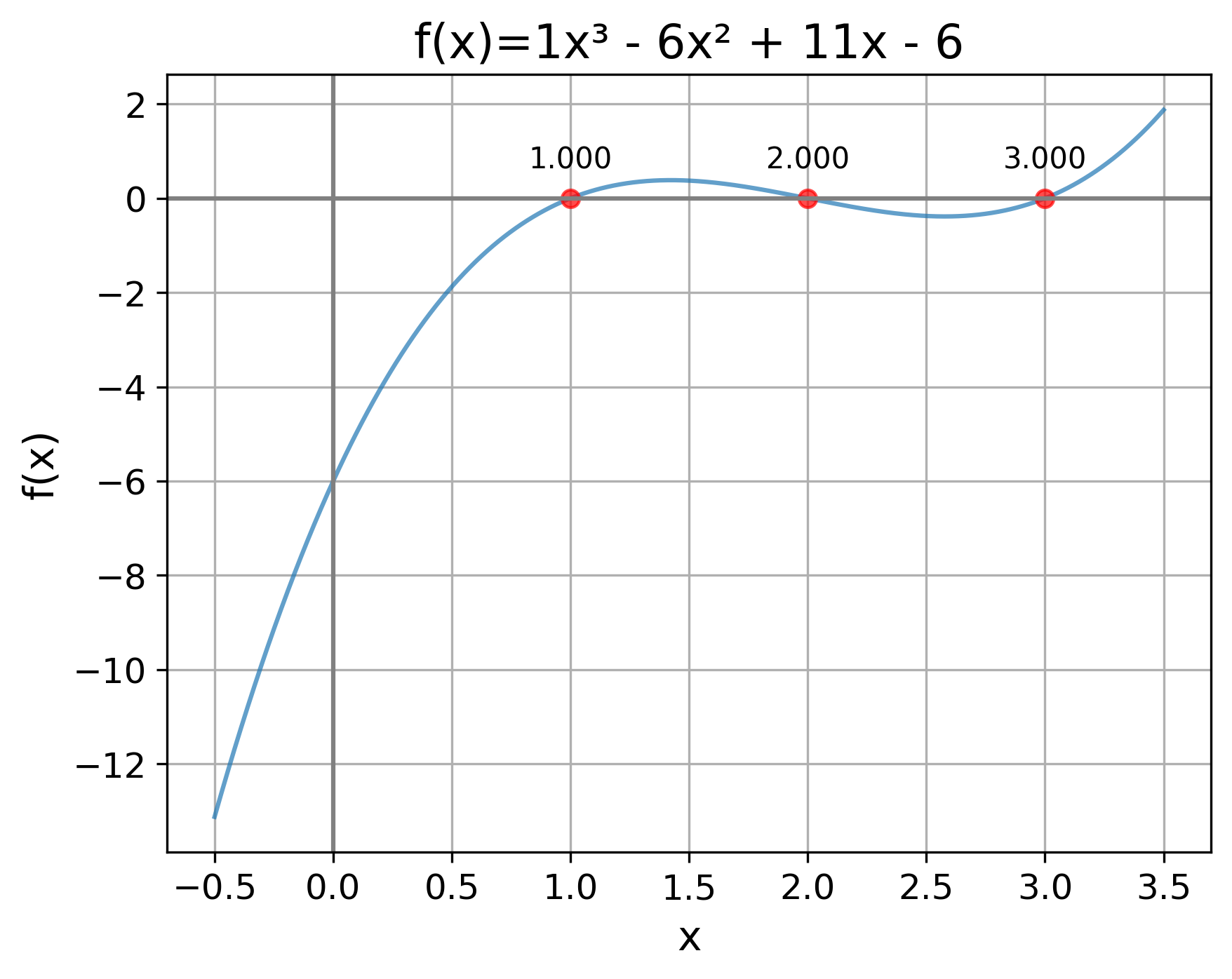
Funkcja sześcienna ma trzy różne pierwiastki rzeczywiste: ,,.

Równanie (2) ma trzy różne pierwiastki rzeczywiste:
{\displaystyle y_{0}=2{\sqrt {-{\frac {p}{3}}}}\cos {\frac {\varphi }{3}},}
{\displaystyle y_{1}=2{\sqrt {-{\frac {p}{3}}}}\cos {\frac {\varphi +2\pi }{3}},}
{\displaystyle y_{2}=2{\sqrt {-{\frac {p}{3}}}}\cos {\frac {\varphi +4\pi }{3}},}
gdzie:
{\displaystyle \varphi =\arccos {\Bigg (}{\frac {3q}{2p{\sqrt {-{\frac {p}{3}}}}}}{\Bigg )}\in <0,\pi >}
Uwagi na temat obliczeń pierwiastków:
(a)  Symbole pierwiastków kwadratowych we wzorach oznaczają pierwiastki kwadratowe rzeczywiste (pierwiastki arytmetyczne), tj. pierwiastki z liczb dodatnich, dające jako wartość liczbę dodatnią. Pierwiastki te są dobrze określone, gdyż liczy się je z {\displaystyle \Delta >0}, albo we wzorze {\displaystyle y_{0}=2{\sqrt {-{\tfrac {p}{3}}}}\cos {\tfrac {\varphi }{3}}}, gdy {\displaystyle \Delta <0}, wtedy {\displaystyle p<0}; dlatego {\displaystyle {\sqrt {-p}}} jest jednoznacznie określoną liczbą dodatnią (gdyby pod pierwiastkiem była liczba ujemna, to pierwiastek byłby niejednoznacznie określony - bowiem dla liczb ujemnych mielibyśmy dwa pierwiastki zespolone).
(b) Symbole pierwiastków sześciennych we wzorach oznaczają pierwiastki sześcienne rzeczywiste, tj. we wzorach  {\displaystyle u={\sqrt[{3}]{-{\tfrac {q}{2}}-{\sqrt {\Delta }}}}}, {\displaystyle v={\sqrt[{3}]{-{\tfrac {q}{2}}+{\sqrt {\Delta }}}}}, {\displaystyle y_{0}=y_{1}={\sqrt[{3}]{\tfrac {q}{2}}}}. Obliczanie ich nie prowadzi do błędów, gdy używa się kalkulatora, ale wymaga ostrożności w używaniu programowania komputerowego: w przypadku liczb ujemnych należy obliczać te wielkości jako liczby rzeczywiste, tj. dla liczb ujemnych {\displaystyle {\sqrt[{3}]{m}}=-{\sqrt[{3}]{|m|}}}, gdzie {\displaystyle |m|} - wartość bezwzględna liczby. Problem obliczeń ww. pierwiastków z użyciem programów komputerowych omówiono dalej.

## Przykłady równań sześciennych

### Zależność liczby pierwiastków rzeczywistych od wyróżnika
Poniższe przykłady ilustrują różne przypadki, jakie występują przy rozwiązywaniu równania sześciennego. Z podanych tu funkcji sześciennych w postaci iloczynowej natychmiast widać rozwiązania. Jednak w ogólnym przypadku liczbę pierwiastków można określić dla każdej funkcji sześciennej bez znajomości pierwiastków,  określając znak wyróżnika {\displaystyle \Delta =\left({\frac {p}{3}}\right)^{3}+\left({\frac {q}{2}}\right)^{2}}
(1) Funkcja sześcienna
{\displaystyle f(x)=x^{3}-1=(x-1)(x^{2}+x+1)}

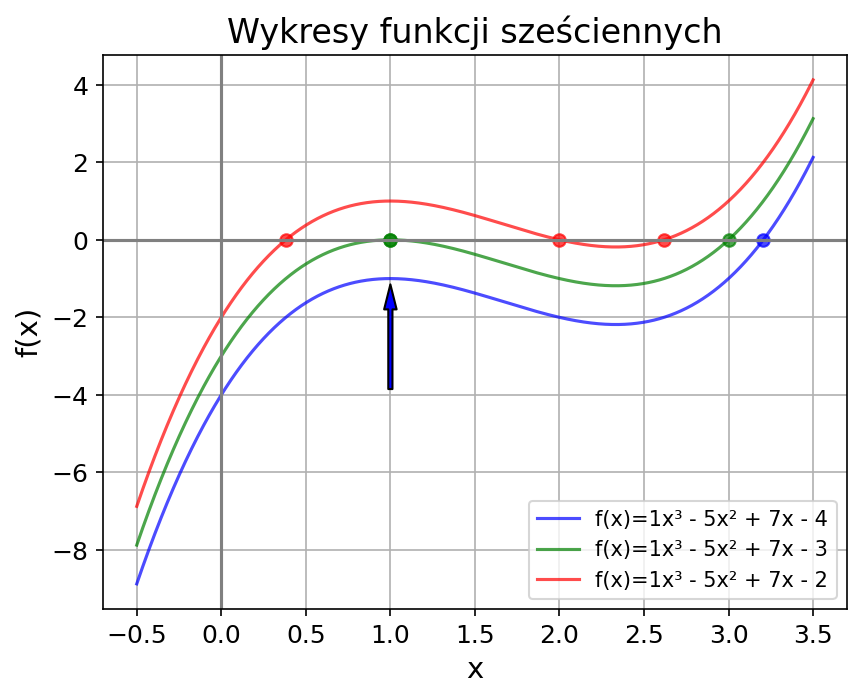
Zmiana liczby pierwiastków równania sześciennego - (punktów przecięcia wykresów z osią) związana ze zmianą wyrazu wolnego wzrost powoduje przesuwanie wykresu w górę i wzrasta liczba pierwiastków. Tu

ma jeden pierwiastek rzeczywisty {\displaystyle x_{0}=1} oraz dwa pierwiastki zespolone {\displaystyle x_{1}={\tfrac {1}{2}}+i{\tfrac {\sqrt {3}}{2}},} {\displaystyle x_{2}={\tfrac {1}{2}}-i{\tfrac {\sqrt {3}}{2}}}, które są pierwiastkami równania kwadratowego {\displaystyle x^{2}+x+1} (równanie to ma deltę mniejszą od zera); funkcję sześcienną można przedstawić w postaci czynnikowej
{\displaystyle f(x)=(x-1){\big [}x-({\tfrac {1}{2}}+i{\tfrac {\sqrt {3}}{2}}){\big ]}{\big [}x-({\tfrac {1}{2}}-i{\tfrac {\sqrt {3}}{2}}){\big ]}}
Licząc {\displaystyle p,q,\Delta } stwierdzimy, że tu {\displaystyle \Delta >0}.
(2.1) Funkcja sześcienna{\displaystyle f(x)=x^{3}-4x^{2}+5x-2} {\displaystyle =(x-1)^{2}(x-2)}
ma pierwiastek podwójny {\displaystyle x_{0}=x_{1}=1} oraz pierwiastek pojedynczy {\displaystyle x_{2}=2}.  Licząc {\displaystyle p,q,\Delta } stwierdzimy, że tu {\displaystyle \Delta =0,q\neq 0}.
(2.2) Funkcja sześcienna{\displaystyle f(x)=x^{3}-3x^{2}+3x-1=(x-1)^{3}}
ma pierwiastek potrójny {\displaystyle x_{0}=x_{1}=x_{2}=1}. Licząc {\displaystyle p,q,\Delta } stwierdzimy, że tu {\displaystyle \Delta =0,q=0}.

(3) Funkcja sześcienna
{\displaystyle f(x)=x^{3}-6x^{2}+11x-6=(x-1)(x-2)(x-3)}

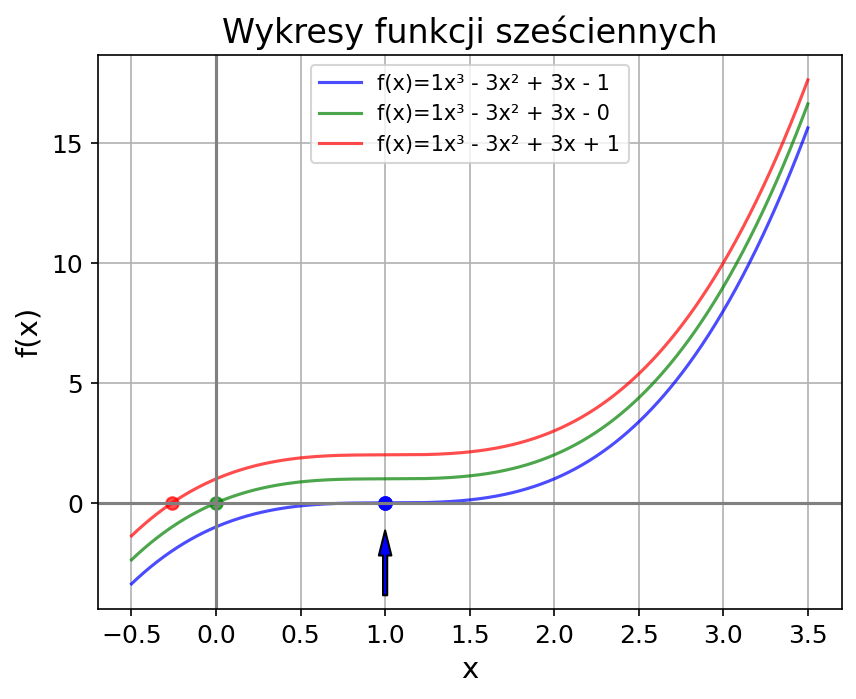
Brak zmiany liczby pierwiastków równania sześciennego pomimo zmiany wyrazu wolnego : wzrost powoduje przesuwanie wykresu w górę, ale nie wzrasta liczba pierwiastków. Tu. W takiej sytuacji równanie ma zawsze pojedynczy pierwiastek rzeczywisty i dwa zespolone.

ma 3 pierwiastki rzeczywiste: {\displaystyle x_{0}=1}, {\displaystyle x_{1}=2} oraz {\displaystyle x_{2}=3}; można ją przedstawić w postaci czynnikowej wyżej podanej. Licząc {\displaystyle p,q,\Delta } stwierdzimy, że tu {\displaystyle \Delta <0}.

### Zależność liczby pierwiastków rzeczywistych od wyrazu wolnego
Dla funkcji kwadratowej liczba pierwiastków (punktów przecięcia wykresu z osią {\displaystyle OX}) będzie zmieniać się wraz z przesuwaniem wykresu funkcji wzdłuż osi {\displaystyle OY} w górę. Własność ta występuje dla funkcji sześciennej, ale z wyjątkiem szczególnym: gdy {\displaystyle p=0}, to równanie ma zawsze pojedynczy pierwiastek rzeczywisty i dwa zespolone. Wynika to z postaci równania kanonicznego {\displaystyle x^{3}+px+q=0}: podstawiając {\displaystyle p=0} otrzymamy {\displaystyle x={\sqrt[{3}]{-q}}} – pierwiastek sześcienny ma zawsze jedno rozwiązanie rzeczywiste i dwa zespolone (por. pierwiastki sześcienne w dziedzinie zespolonej). 

## Uwaga nt. obliczeń numerycznych. Kod programu.

### Liczenie pierwiastków 3-go stopnia z liczb ujemnych
Obliczanie pierwiastków sześciennych  {\displaystyle {\sqrt[{3}]{-{\tfrac {q}{2}}-{\sqrt {\Delta }}}}}, {\displaystyle {\sqrt[{3}]{-{\tfrac {q}{2}}+{\sqrt {\Delta }}}}}, {\displaystyle {\sqrt[{3}]{\tfrac {q}{2}}}}  z użyciem programowania komputerowego wymaga istotnej uwagi, gdyż w przypadku liczb ujemnych należy obliczać te wielkości jako liczby rzeczywiste, tj. dla liczb ujemnych {\displaystyle {\sqrt[{3}]{m}}=-{\sqrt[{3}]{|m|}}}, gdzie {\displaystyle |m|} - wartość bezwzględna liczby. Jednak wiele bibliotek liczy pierwiastki sześcienne z liczb ujemnych jako tzw. pierwiastki główne zespolone, co prowadzi do błędów. 
Np. w języku Python nie należy używać funkcji cmath.pow(m, 1/3) z biblioteki cmath lub instrukcji m**(1/3) do liczenie pierwiastków 3-go stopnia z liczby m, gdyż dla liczb ujemnych otrzyma się jako wynik tzw. główny pierwiastek zespolony (jeden z trzech możliwych w tym wypadku pierwiastków zespolonych), a nie pierwiastek sześcienny w dziedzinie liczb rzeczywistych (np. dla {\displaystyle -8} zamiast {\displaystyle -2} otrzyma się liczbę {\displaystyle \approx 1+1.732j} ), co prowadzi do błędnych wyników. W Python można zaś użyć funkcji cbrt (cubic root) z biblioteki numpy, co daje poprawnie liczbę rzeczywistą lub napisać własny, krótki kod:        
```
if
 
m
>
0
:
 
u
=
m
**
(
1
/
3
)

else
:
 
u
=-
(
-
m
)
**
(
1
/
3
)

```

### Program do liczenia pierwiastków równania sześciennego o współczynnikach rzeczywistych
Poniżej podano przykład kodu w języku Python, znajdujący pierwiastki równania sześciennego wg wzorów wyżej podanych dla równania sześciennego o współczynnikach rzeczywistych. Program można testować, korzystając np. z darmowego notatnika colab google online. W programie obliczane są pierwiastki dla 5 zestawów danych (tj. dane są współczynniki a, b, c, d równania sześciennego) i rysowane są wykresy funkcji sześciennych. Użytkownik może dodać własne zestawy współczynników (linia 55 kodu). W linii 77 kodu: x = linespace(-1, 4, 1000) liczby -1, 4 określają zakres zmiennej x, w jakim rysowany jest wykres - można dostosować do własnych przykładów.
```
# JK 2024.07.19 v.2 Program oblicza pierwiastki równania sześciennego 

# o współczynnikach rzeczywistych wg wzorów podanych w:

# W. Zakowski, Mały poradnik matematyczny, Warszawa, 1977, str. 255-256.

import
 
numpy
 
as
 
np
,
 
matplotlib.pyplot
 
as
 
plt
,
 
cmath

# ----------------------------------------------------------------------------#

#    GłóWNA FUNKCJA, OBLICZAJĄCA PIERWIASTKI RÓWNANIA SZEŚCIENNEGO            #

# ----------------------------------------------------------------------------#

def
 
solve_cubic
(
a
,
 
b
,
 
c
,
 
d
):

    
p
 
=
 
c
/
a
 
-
 
b
**
2
 
/
 
(
3
*
a
**
2
)

    
q
 
=
 
2
 
*
 
b
**
3
 
/
 
(
27
*
a
**
3
)
 
+
 
d
/
a
 
-
 
b
 
*
 
c
 
/
 
(
3
*
a
**
2
)

    
D
 
=
 
(
q
 
/
 
2
)
**
2
 
+
 
(
p
 
/
 
3
)
**
3

    
s
=
 
b
 
/
 
(
3
*
a
)

# --------------- D > 0 ------------------------------------------------#

    
if
 
D
 
>
 
0
:

        
# Liczę pierwiastki sześcienne z danych liczb. 

        
# Uwaga: Nie używać cmath ani m**(1/3) do liczenie pierwiastków 3-go stopnia,

        
# bo dla liczb ujemnych wynikiem pierwiastek główny zespolony, 

        
# a nie pierwiastek sześcienny dla liczb rzeczywistych!

        
u
 
=
 
np
.
cbrt
(
-
q
 
/
 
2
 
+
 
D
**
0.5
)
 
# cbrt - poprawnie liczy pierwiastek sześcienny 

        
v
 
=
 
np
.
cbrt
(
-
q
 
/
 
2
 
-
 
D
**
0.5
)
 
# z liczb ujemnych

        

        
y0
 
=
 
u
 
+
 
v

        
y1
 
=
 
-
(
u
 
+
 
v
)
/
2
 
+
 
(
u
-
v
)
 
*
 
3
**
0.5
/
2
 
*
 
1
j

        
y2
 
=
 
-
(
u
 
+
 
v
)
/
2
 
-
 
(
u
-
v
)
 
*
 
3
**
0.5
/
2
 
*
 
1
j

        
roots_x
 
=
 
[
y0
 
-
 
s
,
 
y1
 
-
 
s
,
 
y2
 
-
s
]

        
INFO
=
"Przypadek Delta > 0 - jeden pierwiastek rzeczywisty, dwa zespolone"

# --------------- D = 0 ------------------------------------------------#

    
elif
 
D
 
==
 
0
:

        
u
 
=
 
np
.
cbrt
(
q
 
/
 
2
)
 
# pierwiastek sześcienny

        
roots_x
 
=
 
[
u
 
-
 
s
,
 
u
 
-
 
s
,
 
-
2
*
u
 
-
 
s
]

        
if
 
q
 
==
 
0
:
 
INFO
=
"Przypadek Delta = 0, q = 0 - pierwiastek potrójny rzeczywisty"

        
else
:
      
INFO
=
"Przypadek Delta = 0 - pierwiastki rzeczywiste: podwójny i pojedynczy"

# --------------- D <  0 ------------------------------------------------#

    
else
:

        
r
 
=
 
(
-
p
/
3
)
**
0.5

        
theta
 
=
 
cmath
.
acos
(
3
*
q
 
/
 
(
2
*
p
*
r
))

        
y0
 
=
 
2
*
r
 
*
cmath
.
cos
(
theta
/
3
)

        
y1
 
=
 
2
*
r
 
*
cmath
.
cos
((
theta
 
+
 
2
*
cmath
.
pi
)
/
3
)

        
y2
 
=
 
2
*
r
 
*
cmath
.
cos
((
theta
 
+
 
4
*
cmath
.
pi
)
/
3
)

        
roots_x
 
=
 
[
y0
 
-
 
s
,
 
y1
 
-
 
s
,
 
y2
 
-
s
]

        
INFO
=
"Przypadek Delta < 0 - trzy różne pierwiastki rzeczywiste"

    
return
 
roots_x
,
 
D
,
 
p
,
 
q
,
 
INFO

# ----------------------------------------------------------------------------#

# Zestaw współczynników a, b, c, d równań sześciennych - różne przypadki;

#        można dopisać własne współczynniki równania

# ----------------------------------------------------------------------------#

coefficients_list
 
=
 
[

 
(
1
,
-
6
,
 
11
,
 
-
6
),
 
# D<0    : f(x)=x³-6x²+11x-6=(x-1)(x-2)(x-3) - trzy pierwiastki pojedyncze

 
(
1
,
-
4
,
  
5
,
 
-
2
),
 
# D=0    : f(x)=x³-4x²+5x-2 =(x-1)²(x-2)     - pierwiastki podwójny i pojedynczy

 
(
1
,
-
3
,
  
3
,
 
-
1
),
 
# D=0,q=0: f(x)=x³-3x²+3x-1 =(x-1)³          - pierwiastek potrójny

 
(
1
,
 
0
,
  
0
,
 
-
1
),
 
# D>0    : f(x)=x³-1 =(x-1)(x²+x+1)          - pierwiastek pojedynczy i 2 zespolone

 
(
1
,
-
1
,
  
1
,
 
-
1
),
 
# D>0    : f(x)=x³-x²+x-1 =(x-1)(x²+1)       - pierwiastek pojedynczy i 2 zespolone

]

# Funkcja do określenia znaku

def
 
znak
(
w
):

    
return
 
"+"
 
if
 
w
 
>
 
0
 
else
 
"-"

# Przechodzimy przez każdy zestaw współczynników

for
 
coeffs
 
in
 
coefficients_list
:

    
a
,
 
b
,
 
c
,
 
d
 
=
 
coeffs

    
roots_x
,
 
D
,
 
p
,
 
q
,
 
INFO
 
=
 
solve_cubic
(
a
,
 
b
,
 
c
,
 
d
)

    
# Rysujemy wykres funkcji

    
x
 
=
 
np
.
linspace
(
-
1
,
 
4
,
 
1000
)

    
y
 
=
 
a
*
x
**
3
 
+
 
b
*
x
**
2
 
+
 
c
*
x
 
+
 
d

    
plt
.
plot
(
x
,
 
y
,
 
'b-'
)

    
# Rysujemy rzeczywiste pierwiastki

    
real_roots
 
=
 
sorted
([
root
.
real
 
for
 
root
 
in
 
roots_x
 
if
 
abs
(
root
.
imag
)
 
<
 
1e-5
])

    
plt
.
plot
(
real_roots
,
 
[
a
*
r
**
3
 
+
 
b
*
r
**
2
 
+
 
c
*
r
 
+
 
d
 
for
 
r
 
in
 
real_roots
],
 
'ro'
)

    
# Dodajemy etykiety do pierwiastków

    
for
 
root
 
in
 
real_roots
:

        
plt
.
text
(
root
,
 
a
*
root
**
3
 
+
 
b
*
root
**
2
 
+
 
c
*
root
 
+
 
d
 
+
 
0.5
,
 
f
'
{
root
:
.3f
}
'
,
 
verticalalignment
=
'bottom'
,
 
horizontalalignment
=
'center'
)

    
plt
.
axhline
(
0
,
 
color
=
'gray'
,
 
linestyle
=
'-'
)

    
plt
.
axvline
(
0
,
 
color
=
'gray'
,
 
linestyle
=
'-'
)

    
plt
.
xlabel
(
'x'
)

    
plt
.
ylabel
(
'f(x)'
)

    
plt
.
title
(
f
'Wykres funkcji f(x)=
{
a
}
x³ 
{
znak
(
b
)
}
 
{
abs
(
b
)
}
x² 
{
znak
(
c
)
}
 
{
abs
(
c
)
}
x 
{
znak
(
d
)
}
 
{
abs
(
d
)
}
'
,
 
pad
=
20
)

    
plt
.
show
()

    
# Wypisujemy wartości pierwiastków

    
formatted_roots
 
=
 
[
f
"
{
root
.
real
:
.3f
}
 
{
znak
(
root
.
imag
)
}{
abs
(
root
.
imag
)
:
.3f
}
*j"
 
if
 
abs
(
root
.
imag
)
 
>
 
1e-5
 
else
 
f
"
{
root
.
real
:
.3f
}
"
 
for
 
root
 
in
 
roots_x
]

    
# Usuwamy nawiasy i apostrofy z wydruku

    
print
(
"PIERWIASTKI RÓWNANIA SZEŚCIENNEGO:"
,
 
", "
.
join
(
formatted_roots
))

    
print
(
" "
)

    
# Informacja nt. nt. D, p, q

    
print
(
INFO
)

    
print
(
f
"Delta = 
{
D
:
.4g
}
, p= 
{
p
:
.4g
}
, q= 
{
q
:
.4g
}
"
)

    
if
 
abs
(
D
)
<
10
**
(
-
15
)
 
and
 
D
!=
 
0
:

          
print
(
"|Delta|< 10^(-15) - może być 1 pierwiastek podwójny i 1 pojedynczy, nie 3 pojedyncze (brak precyzji mozliwy z powodu przybliżeń numerycznych)"
)

    
print
(
"--------------------------------------------------------------------------M"
)

```

## Równanie kanoniczne o współczynnikach zespolonych
Jeżeli równanie sześcienne ma współczynniki zespolone
{\displaystyle ax^{3}+bx^{2}+cx+d=0}
tj. {\displaystyle a,b,c,d\in C}, to sprowadza się je do postaci kanonicznej (w sposób identyczny jak równanie o współczynnikach rzeczywistych)
{\displaystyle y^{3}+py+q=0}
gdzie:
{\displaystyle p={\frac {c}{a}}-{\frac {b^{2}}{3a^{2}}}}
{\displaystyle q={\frac {2b^{3}}{27a^{3}}}+{\frac {d}{a}}-{\frac {bc}{3a^{2}}}}
przy czym stosuje się podstawienie
{\displaystyle x=y-{\frac {b}{3a}}}

### Pierwiastki równania kanonicznego
Słuszne są wzory:
{\displaystyle y_{0}=u+v}
{\displaystyle y_{1}=-{\frac {1}{2}}(u+v)+i{\frac {\sqrt {3}}{2}}(u-v)}
{\displaystyle y_{2}=-{\frac {1}{2}}(u+v)-i{\frac {\sqrt {3}}{2}}(u-v)}
gdzie:
{\displaystyle u={\sqrt[{3}]{-{\frac {q}{2}}-{\sqrt {\Delta }}}}}
{\displaystyle v={\sqrt[{3}]{-{\frac {q}{2}}+{\sqrt {\Delta }}}}}
{\displaystyle \Delta =\left({\frac {p}{3}}\right)^{3}+\left({\frac {q}{2}}\right)^{2}}
przy czym jako {\displaystyle u,v} należy wybrać jakiekolwiek spośród możliwych pierwiastków zespolonych 3-go stopnia {\displaystyle u_{1},u_{2},u_{3}} oraz {\displaystyle v_{1},v_{2},v_{3}}, ale tak, by był spełniony warunek: {\displaystyle u\cdot v=-p/3}.
Uwaga 1 O ogólności wzorów: Dla równania o współczynnikach zespolonych wyróżnik {\displaystyle \Delta } może być liczbą zespoloną - dlatego tu nie można rozpatrywać przypadków {\displaystyle \Delta >0,\ }{\displaystyle \Delta =0,\ }{\displaystyle \Delta <0} (jak to pokazano dla równań o współczynnikach rzeczywistych), bo dla liczb zespolonych nie ma relacji {\displaystyle >\ }czy {\displaystyle <}. Jednak powyższe rozwiązania obejmują także jako szczególny przypadek równania o współczynnikach rzeczywistych.
Uwaga 2 O wyborze jednego z dwóch pierwiastków kwadratowych:  Pierwiastek 2-go stopnia z wyróżnika {\displaystyle {\sqrt {\Delta }}} w dziedzinie zespolonej ma dwie wartości {\displaystyle {\sqrt {\Delta }}_{(0)},{\sqrt {\Delta }}_{(1)}}, które są liczbami zespolonym, przeciwnymi: {\displaystyle {\sqrt {\Delta }}_{(0)}=-{\sqrt {\Delta }}_{(1)}} (np. {\displaystyle {\sqrt {1+i}}_{(0)}=+1.099+0.455j,\quad {\sqrt {1+i}}_{(1)}=-1.099-0.455j}). W obliczeniach należy wybrać jedną wartość pierwiastka - wybranie drugiej prowadziłoby do takich samych wyników na {\displaystyle u,v}, tyle że {\displaystyle u,v} wymieniłyby się wartościami (własność ta wynika z symetrii wzorów na {\displaystyle u,v}). W konsekwencji wymieniłyby się wartości {\displaystyle y_{1}}i {\displaystyle y_{2}}; wartość {\displaystyle y_{0}} pozostałaby bez zmian. Ponieważ równanie algebraiczne 3-go stopnia ma 3 pierwiastki zespolone, to oba rozwiązania dublują się, a nie są to np. pierwiastki podwójne.

### Pierwiastki ogólnego równania sześciennego
Z zależności {\displaystyle x=y-{\frac {b}{3a}}} otrzymuje się ostatecznie rozwiązania równania wyjściowego (1):
{\displaystyle x_{0}=v_{0}+u_{0}-{\frac {b}{3a}}}
{\displaystyle x_{1}=-{\frac {1}{2}}(u_{0}+v_{0})+i{\frac {\sqrt {3}}{2}}(u_{0}-v_{0})-{\frac {b}{3a}}}
{\displaystyle x_{2}=-{\frac {1}{2}}(u_{0}+v_{0})-i{\frac {\sqrt {3}}{2}}(u_{0}-v_{0})-{\frac {b}{3a}}}
Powyżej wyprowadzone wzory nazywane są wzorami Cardana. Są one współczesnym uogólnieniem metody opisanej przez Girolama Cardana w Ars Magna.

### Wyprowadzenie wzoru na pierwiasteky0{\displaystyle y_{0}}
Wyprowadzenie to będzie słuszne dla równania w ogólności o współczynnikach zespolonych, co obejmuje równania o współczynnikach rzeczywistych. Dalej będą wyprowadzone wzory na pierwiastki {\displaystyle y_{1}} oraz {\displaystyle y_{2}}.
Rozważamy równanie kanoniczne
|  |  | {\displaystyle y^{3}+py+q=0} |  | (2) |

(a) Jeśli {\displaystyle p=0} (a jest tak, gdy {\displaystyle c={\frac {b^{2}}{3a}}}),  to mamy natychmiast rozwiązanie:
{\displaystyle y={\sqrt[{3}]{-q}}}
- wystarczy obliczyć pierwiastek zespolony 3-go stopnia z liczby {\displaystyle -q} (por. pierwiastki sześcienne) wg wzoru de Moivre'a; w wyniku otrzyma się trzy liczby zespolone lub jedną rzeczywistą i dwie zespolone. 
Choć przypadek {\displaystyle p=0} zawiera się w ogólnych wzorach, podanych na początku działu i niżej wyprowadzonych, to podano go tu ze względu na szczególne uproszczenie obliczeń w tym przypadku.
(b) Wprowadzamy dwie zmienne pomocnicze {\displaystyle u,v} takie że: {\displaystyle y=u+v.} Wówczas
|  |  | {\displaystyle y^{3}=v^{3}+3uv^{2}+3u^{2}v+u^{3}=3uv(u+v)+u^{3}+v^{3}=3uvy+u^{3}+v^{3}} |  | (3) |

Po uporządkowaniu wyrazów z (3) mamy równanie
|  |  | {\displaystyle y^{3}-3uvy-(u^{3}+v^{3})=0} |  | (4) |

Zmienne {\displaystyle u,v} można dobrać na nieskończenie wiele sposobów. Teraz załóżmy, że {\displaystyle u,v} są takie, że 
|  |  | {\displaystyle 3uv=-p\;{}} oraz {\displaystyle {}\;u^{3}+v^{3}=-q} |  | (5) |

Wówczas {\displaystyle y=u+v} spełnia równanie (4) gdy spełnia równanie (2). Przekształcamy układ równań (5), by otrzymać rozwiązania dla zmiennych {\displaystyle u,v}:
{\displaystyle {\begin{cases}u={\frac {-p}{3v}}\\{}\\\left({\frac {-p}{3v}}\right)^{3}+v^{3}+q=0\end{cases}}\quad }
Z drugiego równania mamy:
{\displaystyle v^{3}-{\frac {p^{3}}{27v^{3}}}+q=0}
i po pomnożeniu przez {\displaystyle v^{3}} otrzymujemy
{\displaystyle (v^{3})^{2}+q(v^{3})-{\frac {p^{3}}{27}}=0}
Podstawiając za {\displaystyle v^{3}} zmienną pomocniczą {\displaystyle z,} otrzymujemy równanie kwadratowe:
|  |  | {\displaystyle z^{2}+qz-{\frac {p^{3}}{27}}=0} |  | (6) |

Równanie (6) ma dwa pierwiastki w dziedzinie zespolonej (które są liczbami rzeczywistymi tylko gdy {\displaystyle \Delta \geqslant 0}; gdy zaś {\displaystyle \Delta <0} lub {\displaystyle \Delta } jest liczbą zespoloną, to pierwiastki są liczbami zespolonymi):
{\displaystyle z={\frac {-q+{\sqrt {q^{2}+4{\tfrac {p^{3}}{27}}}}}{2}}={\tfrac {-q}{2}}+{\sqrt {({\tfrac {q}{2}})^{2}+({\tfrac {p}{3}})^{3}}}={\tfrac {-q}{2}}+{\sqrt {\Delta }}}
gdzie podstawiono: 
{\displaystyle \Delta =\left({\frac {p}{3}}\right)^{3}+\left({\frac {q}{2}}\right)^{2}}
Ponieważ {\displaystyle v^{3}=z}, więc otrzymujemy rozwiązania na {\displaystyle v}:
{\displaystyle v={\sqrt[{3}]{{\tfrac {-q}{2}}+{\sqrt {\Delta }}}}}
Z drugiego równania układu równań (5) mamy {\displaystyle u^{3}=-v^{3}-q}; podstawiając do tego równania rozwiązanie na {\displaystyle v} otrzymamy:
{\displaystyle u={\sqrt[{3}]{{\tfrac {-q}{2}}-{\sqrt {\Delta }}}}}
Ostatecznie z zależności {\displaystyle y=v+u} otrzymamy wzór na pierwiastek {\displaystyle y_{0}} równania (2)
{\displaystyle y_{0}=v+u}
tj. 
{\displaystyle y_{0}={\sqrt[{3}]{{\tfrac {-q}{2}}+{\sqrt {\Delta }}}}+{\sqrt[{3}]{{\tfrac {-q}{2}}-{\sqrt {\Delta }}}}}
co kończy wyprowadzenie.
Uwaga 1 Eliminacja rozwiązań obcych: Jako {\displaystyle u,v} należy wybrać jakiekolwiek spośród możliwych pierwiastków zespolonych 3-go stopnia  {\displaystyle u_{0},u_{1},u_{2}} oraz {\displaystyle v_{0},v_{1},v_{2}}, ale tak, by był spełniony warunek: {\displaystyle u\cdot v=-p/3}. Wynika to stąd, że rozwiązując układ równań (5) podnieśliśmy 1-sze równanie do trzeciej potęgi - to wprowadziło dodatkowe rozwiązania na {\displaystyle u,v} (tzw. rozwiązania obce), nieobecne w pierwotnym układzie równań. Aby znaleźć rozwiązania właściwe, należy postąpić, jak wyżej wskazano.
Uwaga 2 Wszystkie rozwiązania zawarte są w jednym wzorze: De facto wzór {\displaystyle y={\sqrt[{3}]{{\tfrac {-q}{2}}+{\sqrt {\Delta }}}}+{\sqrt[{3}]{{\tfrac {-q}{2}}-{\sqrt {\Delta }}}}} zawiera wszystkie trzy rozwiązania {\displaystyle y_{0},y_{1},y_{2}}: gdy obliczy się wszystkie pierwiastki zespolone 3-go stopnia {\displaystyle u_{0},u_{1},u_{2}} oraz {\displaystyle v_{0},v_{1},v_{2}}, to dokładnie trzy pary liczb {\displaystyle u,v} będą spełniać warunek: {\displaystyle u\cdot v=-p/3}, a ich sumy dadzą pierwiastki równania kanonicznego. Wynika to stąd, że pierwiastkowanie w dziedzinie liczb zespolonych jest dobrze określoną funkcją wielowartościową. Własność tę zilustrowano w przykładach 1 i 2 w następnym rozdziale. 

### Uogólnione wzory Cardana na pierwiastkiy1,y2{\displaystyle y_{1},y_{2}}
Znając pierwiastek {\displaystyle y_{0}} można obliczyć pozostałe pierwiastki {\displaystyle y_{1},y_{2}} równania (2) wykorzystując własności symetrii pierwiastków równania kanonicznego, wyrażone we wzorach Viète’a, oraz własności pierwiastków sześciennych z jedynki (por. pierwiastek z jedynki) {\displaystyle \omega } i {\displaystyle \omega ^{2}.} Wzory te mają postać:
{\displaystyle y_{1}=\omega \cdot u+\omega ^{2}\cdot v}
{\displaystyle y_{2}=\omega ^{2}\cdot u+\omega \cdot v}
gdzie:
{\displaystyle \omega ={\frac {-1+i{\sqrt {3}}}{2}}}
{\displaystyle \omega ^{2}={\frac {-1-i{\sqrt {3}}}{2}}}
Podstawiając  {\displaystyle \omega } i {\displaystyle \omega ^{2}} i dokonując przegrupowania wyrazów otrzyma się podane na wstępie tego rozdziału wzory:
{\displaystyle y_{1}=-{\frac {1}{2}}(u+v)+i{\frac {\sqrt {3}}{2}}(u-v)}
{\displaystyle y_{2}=-{\frac {1}{2}}(u+v)-i{\frac {\sqrt {3}}{2}}(u-v)}

### Uzasadnienie uogólnionych wzorów Cardana  na pierwiastkiy1,y2{\displaystyle y_{1},y_{2}}
Metoda I. Pierwiastki kanonicznego równania sześciennego muszą spełniać wzory Viète’a:
{\displaystyle {\begin{cases}y_{0}+y_{1}+y_{2}=0\\\\y_{0}\cdot y_{1}+y_{0}\cdot y_{2}+y_{1}\cdot y_{2}=p\\\\y_{0}\cdot y_{1}\cdot y_{2}=-q\end{cases}}}
(dla równania kanonicznego mamy {\displaystyle a=1,b=0,c=p,d=q})
Dla pierwiastków z jedynki {\displaystyle \omega } i {\displaystyle \omega ^{2}} słuszne są m.in. zależności (łatwo to sprawdzić):
{\displaystyle \omega ^{2}+\omega +1=0}
{\displaystyle \omega ^{3}=1}
{\displaystyle \omega ^{4}=\omega }
Podstawiając do wzorów Viète’a zależności
{\displaystyle y_{0}=u+v}
{\displaystyle y_{1}=\omega \cdot u+\omega ^{2}\cdot v}
{\displaystyle y_{2}=\omega ^{2}\cdot u+\omega \cdot v}
grupujemy wyrazy i korzystamy z własności pierwiastków  {\displaystyle \omega } i {\displaystyle \omega ^{2}}. Sprawdzamy, że wzory Viète'a są spełnione. Wynika stąd, że {\displaystyle y_{0},y_{1},y_{2}} są rozwiązaniami równania kanonicznego (2), gdyż równanie 3-go stopnia ma trzy pierwiastki (ogólnie: równanie {\displaystyle n}-tego stopnia ma {\displaystyle n} pierwiastków, w ogólności zespolonych, a także wielokrotnych, przy czym pierwiastek o krotności {\displaystyle k} traktuje się jako {\displaystyle k} pierwiastków - por. zasadnicze twierdzenie algebry), co kończy dowód.
Metoda II. Dowód na postać wzorów na {\displaystyle y_{1},y_{2}} z wykorzystaniem ogólnej zależności nieznanych pierwiastków zespolonych od znanego pierwiastka i pierwiastków z jedynki
Pierwiastki {\displaystyle y_{0},y_{1},y_{2}} są zadane warunkami:
{\displaystyle y=u+v}
{\displaystyle u\cdot v=-p/3}
Mamy już liczby {\displaystyle u_{0},v_{0}}, takie że {\displaystyle u_{0}\cdot v_{0}=-p/3},  oraz pierwiastek {\displaystyle y_{0}=u_{0}+v_{0},} a chcemy teraz znaleźć pierwiastki {\displaystyle y_{1},y_{2}}.  Skorzystamy z faktu, że dwa nieznane pierwiastki sześcienne dowolnej liczby zespolonej {\displaystyle z} można wyrazić poprzez jeden znany pierwiastek, gdyż:
{\displaystyle {\sqrt[{3}]{z}}={\begin{cases}t_{0}\\t_{1}=t_{0}\cdot \omega \\t_{2}=t_{0}\cdot \omega ^{2}\end{cases}}}
gdzie {\displaystyle t_{0}} - dowolny z trzech pierwiastków zespolonych danej liczby (por. pierwiastek sześcienny).
Wynika stąd, że pozostałe pierwiastki zespolone {\displaystyle u,v} są dane wzorami
{\displaystyle {\begin{cases}u_{1}=u_{0}\cdot \omega \\u_{2}=u_{0}\cdot \omega ^{2}\end{cases}}}
oraz
{\displaystyle {\begin{cases}v_{1}=v_{0}\cdot \omega \\v_{2}=v_{0}\cdot \omega ^{2}\end{cases}}}
Spośród czterech możliwych konfiguracji znajdujemy takie pary {\displaystyle u,v}, które spełniają warunek {\displaystyle u\cdot v=-p/3}. Otrzymujemy dwie takie pary: {\displaystyle u_{1},v_{2}} oraz {\displaystyle u_{2},v_{1}}, gdyż
{\displaystyle u_{1}v_{2}=u_{0}\omega \cdot v_{0}\omega ^{2}=u_{0}v_{0}=-p/3}
{\displaystyle u_{2}v_{1}=u_{0}\omega ^{2}\cdot v_{0}\omega =u_{0}v_{0}=-p/3}
przy czym skorzystaliśmy z faktu, że {\displaystyle \omega ^{3}=1}. Stąd mamy natychmiast
{\displaystyle y_{1}=u_{1}+v_{2}=\omega u_{0}+\omega ^{2}v_{0}}
{\displaystyle y_{2}=u_{2}+v_{1}=\omega ^{2}u_{0}+\omega v_{0}}
Po pogrupowaniu i podstawieniu wyrażeń na  {\displaystyle \omega } i {\displaystyle \omega ^{2}}otrzymamy
{\displaystyle y_{1}=-{\frac {1}{2}}(u_{0}+v_{0})+i{\frac {\sqrt {3}}{2}}(u_{0}-v_{0})}
{\displaystyle y_{2}=-{\frac {1}{2}}(u_{0}+v_{0})-i{\frac {\sqrt {3}}{2}}(u_{0}-v_{0})}
co kończy dowód.

### Podsumowanie
Aby rozwiązać równanie
{\displaystyle ax^{3}+bx^{2}+cx+d=0}
o współczynnikach zespolonych, sprowadzamy je do postaci kanonicznej
{\displaystyle y^{3}+py+q=0}
Następnie znajdujemy parę liczb {\displaystyle v,u} spełniających równania
{\displaystyle 3uv=-p}   oraz   {\displaystyle u^{3}+v^{3}=-q}
Wymaga to rozwiązania równania kwadratowego - otrzymujemy pierwiastek {\displaystyle y_{0}.} Następnie otrzymujemy wzory Cardana na {\displaystyle y_{1},y_{2}} uzasadniając je w oparciu o własności pierwiastków zespolonych z jedynki i wzory Viète'a. Lub korzystamy z własności pierwiastków zespolonych z jedynki i ogólnej zależności pierwiastków dowolnej liczby od pierwiastków z jedynki. 

## Przykłady obliczania pierwiastków
Podano tu dwa przykłady obliczania pierwiastków równania sześciennego wg uogólnionych wzorów Cardana. Przykład pierwszy dotyczy równania o współczynnikach rzeczywistych.  Przykład ten ilustruje, iż uogólnione wzory Cardana obejmują jako przypadek szczególny tego typu równania (rozważane oryginalnie przez Cardana, podane na początku tego artykułu) - nie jest potrzebne stosowania osobnych wzorów. Przykład drugi dotyczy równania o współczynnikach zespolonych. Liczby zespolone nie były znane za czasów Cardana, ale problem poszukiwania pierwiastków równania sześciennego doprowadził ostatecznie do ich odkrycia.    
Obliczenia są pracochłonne, jednak pożyteczne jest prześledzenie obliczeń, gdyż w dziedzinie liczb zespolonych mamy funkcje wielowartościowe - obliczenia pierwiastków zespolonych dają 2 wartości dla pierwiastka kwadratowego i 3 dla sześciennego; ponadto wyprowadzone wzory dają rozwiązania obce - aby je wyeliminować, potrzeba sprawdzić 9 iloczynów otrzymanych liczb {\displaystyle u,v}; liczba możliwych "ścieżek", uwzględniająca więc wszystkie możliwe wartości pośrednie, wynosi w tych obliczeniach 18.  
Na tych prostych przykładach widać, jak pożyteczne jest użycie programów komputerowych w obliczeniach.

### 1. Równanie o współczynnikach rzeczywistych
Dane jest równanie: {\displaystyle x^{3}+5x^{2}+4x=0}
(a) Przechodzimy do formy kanonicznej {\displaystyle y^{3}+py+q=0} licząc {\displaystyle p,q}:  
{\displaystyle p={\frac {c}{a}}-{\frac {b^{2}}{3a^{2}}}}
{\displaystyle q={\frac {2b^{3}}{27a^{3}}}+{\frac {d}{a}}-{\frac {bc}{3a^{2}}}}
Otrzymujemy: 
{\displaystyle p=-4.3333}, {\displaystyle q=2.592592}
(b) Obliczamy {\displaystyle z={\tfrac {-q}{2}}+{\sqrt {\Delta }}}
Otrzymujemy: {\displaystyle z=-1.2962+1.1547\cdot i\quad }
Uwaga: Otrzymuje się też {\displaystyle z=-1.2962-1.1547\cdot i}, gdyż pierwiastek kwadratowy {\displaystyle {\sqrt {\Delta }}} ma zawsze dwie wartości w dziedzinie liczb zespolonych {\displaystyle C}; tę drugą wartość pomijamy; gdybyśmy tę wartość przyjęli, to z dalszych obliczeń i tak otrzymalibyśmy te same pierwiastki równania sześciennego (por. Uwaga 2 O wyborze jednego z dwóch pierwiastków kwadratowych - poprzedni rozdział).
(c) Obliczamy {\displaystyle v} z równania {\displaystyle v={\sqrt[{3}]{z}}}. Równanie to ma 3 pierwiastki zespolone, które znajdujemy za pomocą wzoru de Moivre'a :
{\displaystyle v_{(k)}\equiv {\sqrt[{3}]{z}}=|z|^{\tfrac {1}{3}}{\big [}\cos {\tfrac {\varphi +2k\pi }{3}}+i\sin {\tfrac {\varphi +2k\pi }{3}}{\big ]},\quad k=0,1,2} {\displaystyle \quad k=0,\dots ,n-1}
gdzie:
{\displaystyle n=3} - stopień pierwiastka
{\displaystyle z={\sqrt {a^{2}+b^{2}}}} - moduł liczby zespolonej {\displaystyle z=a+ib}
{\displaystyle \phi =\arctan({\tfrac {b}{a}})} - faza liczby {\displaystyle z}
Dla {\displaystyle z=-1.2962+1.1547\cdot i} otrzymamy
{\displaystyle |z|={\sqrt {1.2962^{2}+1.1547^{2}}}=1.7359}
{\displaystyle \phi =\arctan {\tfrac {b}{a}}=2.414}
oraz trzy pierwiastki sześcienne z {\displaystyle z}:  
{\displaystyle v_{(0)}={\sqrt[{3}]{z}}_{(0)}=\ \ \ 0.8333+0.8660\ i}
{\displaystyle v_{(1)}={\sqrt[{3}]{z}}_{(1)}=-1.6666+0.2886\ i}
{\displaystyle v_{(2)}={\sqrt[{3}]{z}}_{(2)}=\ \ \ 0.3333-1.1547\ i}
(d) Obliczamy {\displaystyle -q-z=1.2962+1.1547\cdot i}; wielkość ta jest sprzężona do {\displaystyle z=-1.2962+1.1547\cdot i}. Liczymy pierwiastki sześcienne analogicznie, jak wyżej:
{\displaystyle u_{(0)}={\sqrt[{3}]{-q-z}}_{(0)}=\ \ \ 0.8333-0.8660\ i}
{\displaystyle u_{(1)}={\sqrt[{3}]{-q-z}}_{(1)}=\ \ \ 0.3333+1.1547\ i}
{\displaystyle u_{(2)}={\sqrt[{3}]{-q-z}}_{(2)}=-1.1666-0.28867\ i}
(widać, że trzy liczby {\displaystyle v_{(j)},j=0,1,2} są sprzężone parami z trzema liczbami {\displaystyle u_{(k)}={\sqrt[{3}]{-q-z}}_{(k)},k=0,1,2})
(e) Spośród liczb {\displaystyle v,u} znajdujemy takie pary, że {\displaystyle v\cdot u=-p/3=-1.44444}.
Otrzymujemy trzy takie pary:
{\displaystyle {\begin{cases}{\begin{aligned}{\text{Zestaw nr (I):}}\quad u&=0.8333-0.866i,\quad v=0.8333+0.866i\\{\text{Zestaw nr (II):}}\quad u&=0.3333+1.155i,\quad v=0.3333-1.155i\\{\text{Zestaw nr (III):}}\quad u&=-1.167-0.2887i,\ v=-1.167+0.2887i\\\end{aligned}}\end{cases}}}
Liczymy pierwiastki ze wzorów:
{\displaystyle y_{0}=u+v}
{\displaystyle y_{1}=-{\frac {1}{2}}(u+v)+i{\frac {\sqrt {3}}{2}}(u-v)}
{\displaystyle y_{2}=-{\frac {1}{2}}(u+v)-i{\frac {\sqrt {3}}{2}}(u-v)}
Wynik jest zaskakujący: jeżeli wybierzemy którąkolwiek z par liczb {\displaystyle v,u}, to otrzymamy identyczne zestawy pierwiastków, choć w zmienionej kolejności, tj.
{\displaystyle {\text{Dla zestawu nr (I)}}\ \ \ \quad y_{0}=1.667,\quad \quad y_{1}=-2.333,\quad y_{2}=0.6667}
{\displaystyle {\text{Dla zestawu nr (II)}}\ \ \quad y_{0}=0.6667,\ \ \quad y_{1}=1.667,\ \ \ \quad y_{2}=-2.333}
{\displaystyle {\text{Dla zestawu nr (III)}}\quad y_{0}=-2.333,\ \quad y_{1}=0.6667,\ \quad y_{2}=1.667}
Widać stąd, że można postępować tak: po znalezieniu jakiejkolwiek pary {\displaystyle v,u} obliczać dalsze pierwiastki {\displaystyle y_{0},y_{1},y_{2}} z wyżej podanych wzorów. Lub można też znaleźć te trzy właściwe pary liczb {\displaystyle (v,u)_{(I)}}{\displaystyle (v,u)_{(II)}}{\displaystyle (v,u)_{(III)}}, a kolejne pierwiastki będą równe sumom wartości w poszczególnych parach {\displaystyle v+u}.
(g) Ostatecznie ze wzoru {\displaystyle x=y-{\tfrac {b}{3a}}} otrzymujemy pierwiastki wyjściowego równania:
{\displaystyle x_{0}=0,\ x_{1}=-4,\ x_{2}=-1}

### 2. Równanie o współczynnikach zespolonych

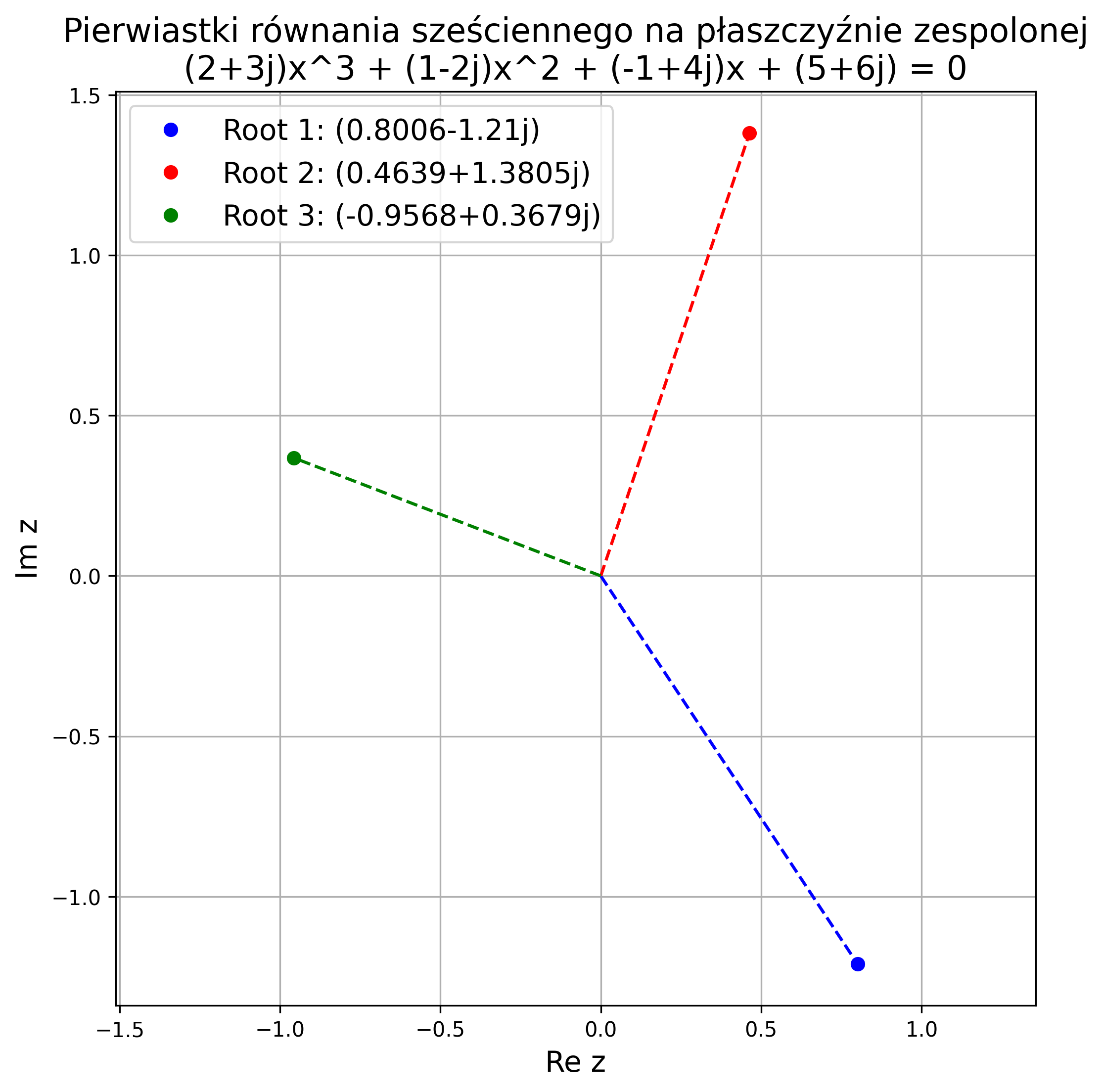
Pierwiastki równania na płaszczyźnie zespolonej

Dane jest równanie:
{\displaystyle (2+3i)x^{3}+(1-2i)x^{2}+(-1+4i)x+(5+6i)=0}
(a) Obliczamy {\displaystyle p,q}:
{\displaystyle p=0.83431+0.7357\ i}, {\displaystyle \quad q=2.09853-0.00568\ i},
(b) Obliczamy {\displaystyle z=-q/2-{\sqrt {\Delta }}}: mamy dwa rozwiązania, wybieramy np.{\displaystyle z=-0.01360+0.02031\ i}
(c) Liczymy {\displaystyle v_{(k)}\equiv {\sqrt[{3}]{z}},\quad k=0,1,2}:
{\displaystyle v_{(0)}=0.2181+0.1915\ i} , {\displaystyle v_{(1)}=-0.2749+0.0931\ i}, {\displaystyle v_{(2)}=0.0567-0.2846\ i}
(d) Liczymy {\displaystyle -q-z=-2.08492-0.014632\ i}
oraz liczymy {\displaystyle u_{(j)}\equiv {\sqrt[{3}]{-q-z}},\quad j=0,1,2}:  
{\displaystyle u_{(0)}=0.6413-1.105\ i},  {\displaystyle u_{(1)}=0.6362+1.1079\ i}, {\displaystyle u_{(2)}=-1.278-0.0029885\ i}
(e) Znajdujemy takie {\displaystyle v_{k}\cdot u_{j},\quad k,j=0,1,2}, że {\displaystyle v_{k}\cdot u_{j}=-p/3=-0.2781-0.2452i}
{\displaystyle {\begin{cases}{\begin{aligned}{\text{Zestaw nr (I):}}\quad u&=0.6413-1.105i,\quad v=0.0567-0.2846i\\{\text{Zestaw nr (II):}}\quad u&=0.6362+1.108i,\quad v=-0.2749+0.0931i\\{\text{Zestaw nr (III):}}\quad u&=-1.278-0.003i,\ \ \ v=0.2181+0.1915i\\\end{aligned}}\end{cases}}}
Liczymy pierwiastki z wyżej podanych wzorów: {\displaystyle y_{0},y_{1},y_{2}}. Podobnie jak w przykładzie 1 : jeżeli wybierzemy którąkolwiek z par liczb {\displaystyle v,u}, to otrzymamy identyczne zestawy pierwiastków, choć w zmienionej kolejności, tj.
{\displaystyle {\text{Dla zestawu nr (I)}}\ \ \ \ y_{0}=0.6981-1.39i,\ \quad y_{1}=-1.059+0.1885i,\ y_{2}=0.3613+1.201i}{\displaystyle {\text{Dla zestawu nr (II)}}\ \ y_{0}=0.3613+1.201i,\ \ \ y_{1}=0.6981-1.39i,\quad \ \ y_{2}=-1.059+0.1885i}{\displaystyle {\text{Dla zestawu nr (III)}}\ y_{0}=-1.059+0.1885i,y_{1}=0.3613+1.201i,\ \ \ \ y_{2}=0.6981-1.39i}
(f) Ostatecznie ze wzoru {\displaystyle x=y-{\tfrac {b}{3a}}} otrzymujemy pierwiastki wyjściowego równania:
{\displaystyle x_{0}=0.8006-1.21i,\ x_{1}=-0.9568+0.3679i,\ x_{2}=0.4639+1.381i}
Powyższe obliczenia można sprawdzić na stronie WolframAlpha.

## Kod programu: Obliczanie pierwiastków równania sześciennego o współczynnikach zespolonych
Poniżej podano kod programu w języku Python wg wzorów wyżej zestawionych dla równania sześciennego o współczynnikach zespolonych. Program można testować np. na darmowym notatniku colab google online. W programie obliczane są pierwiastki dla 1 zestawu danych (tj. danymi są współczynniki a, b, c, d równania sześciennego) i rysowane jest ich położenie na płaszczyźnie zespolonej. Użytkownik może podać własne zestawy współczynników (linia 12 kodu).
```
# JK2024.07.18 PROGRAM LICZY PIERWIASTKI RÓWNANIA O WSPÓŁCZYNNIKACH # ZESPOLONYCH 

#            ax^3 + bx^2 + cx + d = 0

# wg wzorów podanych w:I. Smirnow, Matematyka wyższa, 

# tom. I, str. 402-405

# I RYSUJE POŁOŻENIE PIERWIASTKÓW NA PŁASZCZYŹNIE ZESPOLONEJ

# UŻYTKOWNIK MOŻE WPISAC WŁASNEZESTAWY WSPÓŁCZYNNIKÓW a, b, c, d

import
 
cmath

import
 
matplotlib.pyplot
 
as
 
plt

# Współczynniki ogólnego równania sześciennego - przykładowe zestawy

a
,
 
b
,
 
c
,
 
d
 
=
  
2
+
3
j
,
 
1
-
2
j
,
 
-
1
+
4
j
,
 
5
+
6
j

#a, b, c, d =     1,    5,     4,    0

#a, b, c, d =     1,    0,     0,    1

# Obliczenie p, q, s, D

p
 
=
 
c
 
/
 
a
 
-
 
(
b
**
2
)
 
/
 
(
3
 
*
 
a
**
2
)

q
 
=
 
(
2
 
*
 
b
**
3
)
 
/
 
(
27
 
*
 
a
**
3
)
 
+
 
d
 
/
 
a
 
-
 
(
b
 
*
 
c
)
 
/
 
(
3
 
*
 
a
**
2
)

s
 
=
 
b
 
/
 
(
3
 
*
 
a
)

D
 
=
 
cmath
.
sqrt
((
q
 
/
 
2
)
**
2
 
+
 
(
p
 
/
 
3
)
**
3
)

print
(
f
"p=
{
p
:
.4g
}
, q=
{
q
:
.4g
}
"
)

# Pierwiastki sześcienne z jedności

omega
 
=
 
cmath
.
exp
(
2
 
*
 
cmath
.
pi
 
*
 
1
j
 
/
 
3
)

omega2
 
=
 
omega
 
**
 
2

# Obliczenie pierwiastków sześciennych na u i v

u1
 
=
 
((
-
q
 
/
 
2
 
-
 
D
)
 
**
 
(
1
/
3
))

u2
 
=
 
omega
 
*
 
u1

u3
 
=
 
omega2
 
*
 
u1

v1
 
=
 
((
-
q
 
/
 
2
 
+
 
D
)
 
**
 
(
1
/
3
))

v2
 
=
 
omega
 
*
 
v1

v3
 
=
 
omega2
 
*
 
v1

# Sprawdzenie wszystkich kombinacji u i v - wybór takich, że u*v=-p/3

possible_roots
 
=
 
[]

roots
 
=
 
[]

for
 
u
 
in
 
[
u1
,
 
u2
,
 
u3
]:

    
for
 
v
 
in
 
[
v1
,
 
v2
,
 
v3
]:

        
if
 
abs
(
u
 
*
 
v
 
+
 
p
 
/
 
3
)
 
<
 
1e-10
:
  
# warunek u * v = -p /3

            
x0
 
=
 
u
 
+
 
v
 
-
 
s

            
x1
 
=
 
omega
 
*
 
v
 
+
 
omega2
 
*
 
u
 
-
 
s

            
x2
 
=
 
omega2
 
*
 
v
 
+
 
omega
 
*
 
u
 
-
 
s
 

            
print
(
f
"uv=
{
u
*
v
:
.4g
}
,u=
{
u
:
.4g
}
, v=
{
v
:
.4g
}
, x0=
{
x0
:
.4g
}
, x1=
{
x1
:
.4g
}
, x2=
{
x2
:
.4g
}
"
)

            
x0
 
=
 
complex
(
round
(
x0
.
real
,
 
4
),
 
round
(
x0
.
imag
,
 
4
))

            
possible_roots
.
append
(
x0
)

            
roots
.
append
((
u
,
 
v
))

print
(
" ----"
)

# Wykres pierwiastków na płaszczyźnie zespolonej

fig
,
 
ax
 
=
 
plt
.
subplots
(
figsize
=
(
8
,
 
8
),
 
dpi
=
300
)
  
# Ustawienie DPI dla wysokiej jakości

# Punkty na wykresie

colors
 
=
 
[
'bo'
,
 
'ro'
,
 
'go'
]

lines
 
=
  
[
'b--'
,
 
'r--'
,
 
'g--'
]

labels
 
=
 
[]

for
 
i
,
 
x
 
in
 
enumerate
(
possible_roots
):

    
ax
.
plot
([
x
.
real
],
 
[
x
.
imag
],
 
colors
[
i
 
%
 
len
(
colors
)],
 
label
=
f
'Root 
{
i
+
1
}
: 
{
x
}
'
)
  
# Punkty z etykietami

    
ax
.
plot
([
0
,
 
x
.
real
],
 
[
0
,
 
x
.
imag
],
 
lines
[
i
 
%
 
len
(
lines
)])
  
# Linie przerywane

    
labels
.
append
(
f
'Root 
{
i
+
1
}
: 
{
x
}
'
)

# Dodanie legendy

ax
.
legend
()

# Etykiety i tytuł

ax
.
set_xlabel
(
'Re z'
)

ax
.
set_ylabel
(
'Im z'
)

equation
 
=
 
f
"
{
a
}
x^3 + 
{
b
}
x^2 + 
{
c
}
x + 
{
d
}
 = 0"

ax
.
set_title
(
f
'Pierwiastki równania sześciennego na płaszczyźnie zespolonej
\n
{
equation
}
'
)

# Siatka

ax
.
grid
()

# Równe skalowanie

ax
.
axis
(
'equal'
)

# Ustawienie przezroczystego tła

fig
.
patch
.
set_alpha
(
0.0
)

ax
.
patch
.
set_alpha
(
0.0
)

# Zapisanie wykresu z przezroczystym tłem w wysokiej jakości

plt
.
savefig
(
'complex_roots.png'
,
 
transparent
=
True
,
 
dpi
=
300
)

# Wyświetlenie wykresu

plt
.
show
()

```

## Inne metody rozwiązywania równania kanonicznego

### Wykorzystanie twierdzenie Bézouta
Jeśli znajdzie się jeden pierwiastek {\displaystyle y_{0}} równania
|  |  | {\displaystyle y^{3}+py+q=0,} |  | (2) |

to pozostałe dwa pierwiastki można wyznaczyć korzystając z twierdzenia Bézouta: dzieląc wielomian {\displaystyle y^{3}+py+q} przez dwumian {\displaystyle y-y_{0}} otrzyma się jako iloraz równanie kwadratowe: rozwiązując to równanie otrzyma się pozostałe pierwiastki równania (2). 

### Ważony para-cosinus
Dla równania kanonicznego
{\displaystyle y^{3}+py+q=0}
korzystamy ze wzorów Viète’a i otrzymujemy:
{\displaystyle y_{1}+y_{2}+y_{3}=0,}
{\displaystyle y_{1}y_{2}+y_{1}y_{3}+y_{2}y_{3}=p,}
{\displaystyle y_{1}y_{2}y_{3}=-q.}
Ten nieliniowy układ z trzema niewiadomymi ze względu na wysoką symetrię jest jednym z niewielu, które dają się rozwiązać analitycznie. Ze względu na prostotę pierwszego równania wystarczy zająć się jedynie dwoma następnymi po wyrugowaniu zmiennej {\displaystyle y_{1}:}
{\displaystyle -(y_{2}+y_{3})^{2}+y_{2}y_{3}=p,}
{\displaystyle -(y_{2}+y_{3})y_{2}y_{3}=-q.}
Zastosujemy teraz podstawienie para-trygonometryczne (ważony para-cosinus):
{\displaystyle y_{2}=e^{-i\pi /3}{\sqrt[{3}]{z_{2}}}+e^{i\pi /3}{\sqrt[{3}]{z_{3}}},}
{\displaystyle y_{3}=e^{i\pi /3}{\sqrt[{3}]{z_{2}}}+e^{-i\pi /3}{\sqrt[{3}]{z_{3}}},}
zależności
{\displaystyle y_{2}+y_{3}={\sqrt[{3}]{z_{2}}}+{\sqrt[{3}]{z_{3}}},\quad y_{2}y_{3}={\sqrt[{3}]{z_{2}}}^{2}+{\sqrt[{3}]{z_{3}}}^{2}-{\sqrt[{3}]{z_{2}z_{3}}}}
prowadzą do układu równań
{\displaystyle z_{2}+z_{3}=q,}
{\displaystyle 27z_{2}z_{3}=-p^{3},}
który rozwiązujemy rozwiązując proste równanie kwadratowe.

### PodstawienieViète’a
W równaniu kanonicznym {\displaystyle y^{3}+py+q=0} podstawiamy
{\displaystyle y=z-{\frac {p}{3z}},}
co prowadzi do równania kwadratowego na {\displaystyle z^{3}}
{\displaystyle (z^{3})^{2}+qz^{3}-{\frac {p^{3}}{27}}=0,}
lub równoważnie
{\displaystyle t^{2}+qt-{\frac {p^{3}}{27}}=0}
gdzie {\displaystyle t=z^{3}}. Równanie powyższe ma dwa rozwiązania {\displaystyle t_{1}} oraz {\displaystyle t_{2}}; stąd otrzyma się na {\displaystyle z} po trzy rozwiązania: {\displaystyle z_{1,i}={\sqrt[{3}]{t_{1}}},i=0,1,2} oraz {\displaystyle z_{2,i}={\sqrt[{3}]{t_{2}}},i=0,1,2}, gdyż w dziedzinie zespolonej każda liczba różna od zera ma zawsze trzy pierwiastki trzeciego stopnia (por. pierwiastek sześcienny). Daje to w sumie sześć rozwiązań na {\displaystyle z}. Jednak ostatecznie otrzyma się trzy rozwiązania na {\displaystyle y,} trzy będą dublować się.

## Dzieje

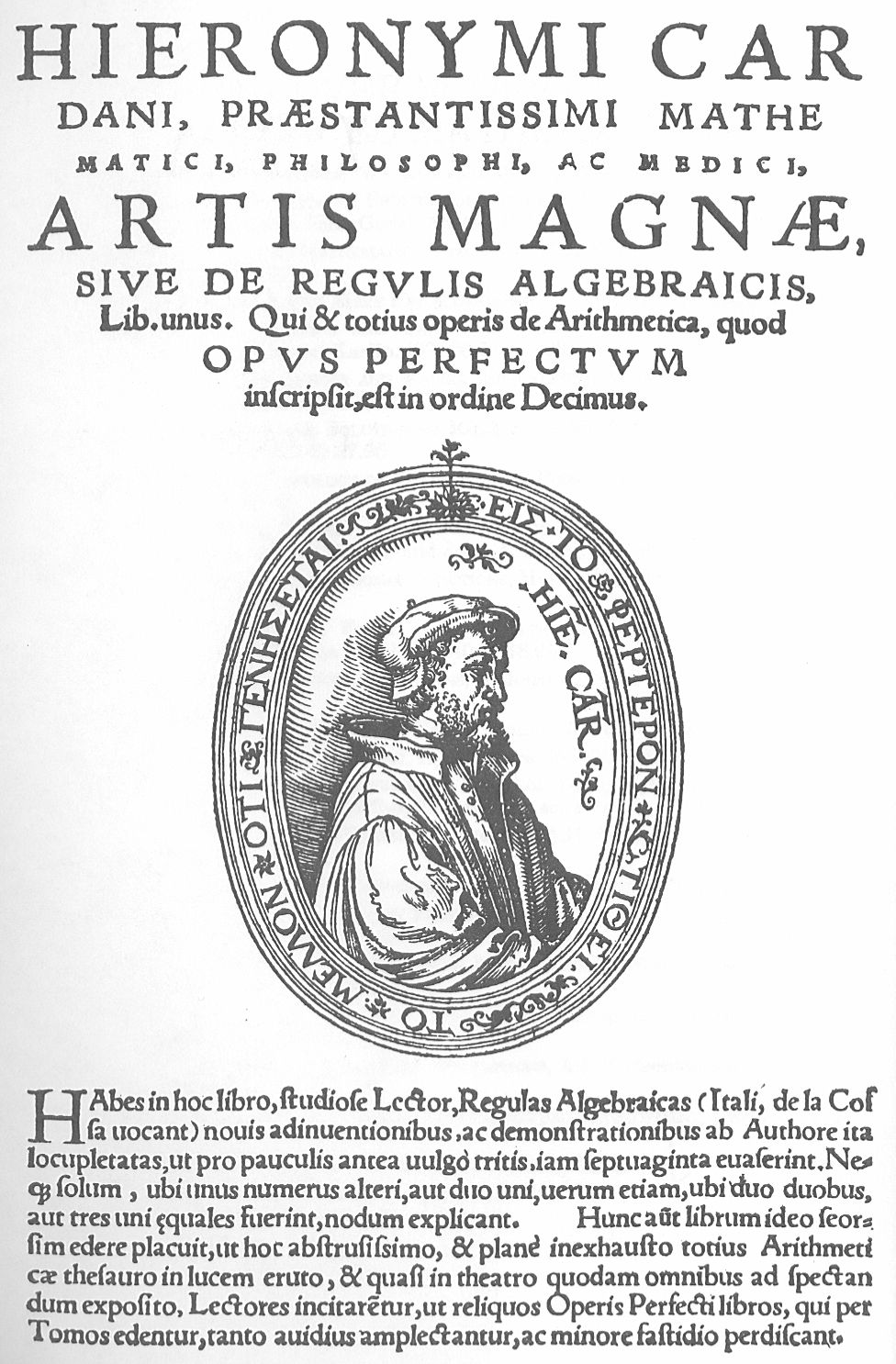
Strona tytułowa dzieła Ars Magna z 1545 roku

### Scipione del Ferro i Niccolò Tartaglia
Równania sześcienne zostały rozwiązane w pierwszej połowie XVI wieku. W tamtym czasie w Europie nie używano jeszcze liczb ujemnych i każde równanie zapisywano tak aby wszystkie współczynniki były dodatnie. Rozważano więc szereg różnych typów równań trzeciego stopnia. Matematycy wiedzieli jednak, że rozwiązanie ogólnego równania trzeciego stopnia może być zredukowane do rozwiązania równania:
{\displaystyle x^{3}=n\pm mx\quad {}} gdzie {\displaystyle {}\ m,n>0.}
Włoski matematyk Scipione del Ferro podał metodę rozwiązania jednego z tych typów, a prawdopodobnie też i drugiego. Nie rozgłaszał on swoich odkryć i przekazał on swoją metodę jedynie paru osobom, np. jego student Fior wiedział, jak rozwiązać równanie pierwszego typu. Del Ferro zapisywał wszystkie swoje odkrycia w notatniku, który po jego śmierci przeszedł w posiadanie Hannibala Navego, zięcia del Ferro. (Nave był również matematykiem i po śmierci teścia w 1526 r. przejął jego posadę na Uniwersytecie Bolońskim).
Niezależnie (ale i później) równania te były rozwiązane przez Niccolò Tartaglię. Potrafił on rozwiązać niektóre typy równań, kiedy w 1535 zaaranżowano mecz matematyczny pomiędzy Fiorem a Tartaglią. W czasie tej debaty każda ze stron podała drugiej 30 równań do rozwiązania. Podczas gdy zadania przygotowane przez Tartaglię były bardzo różnorodne, te podane przez Fiora dotyczyły tylko jedynego typu równań, które Fior potrafił rozwiązać. Rankiem 13 lutego 1535 Tartaglia odkrył sposób na rozwiązywanie tego typu równań i mecz wygrał. Swojej metody rozwiązywania równań Tartaglia nie chciał jednak ogłosić.

### Girolamo Cardano
Girolamo Cardano uprosił Tartaglię w 1539 r. o wyjawienie metody rozwiązywania równań sześciennych, w zamian zobowiązując się do dochowania tajemnicy i nieujawniania metody. W 1540 r., Lodovico Ferrari, asystent Cardana, odkrył metodę redukcji równań czwartego stopnia do równań sześciennych. Razem z metodą rozwiązywania tych ostatnich pozwalało to rozwiązać wszystkie typy równań stopnia 4, jednak odkrycie to nie mogło zostać opublikowane ze względu na obietnicę daną Tartaglii.
W 1543 r. Cardano i Ferrari odwiedzili Navego, zięcia del Ferro, w Bolonii i dowiedzieli się od niego, że to del Ferro był pierwszym matematykiem, który rozwiązał równania trzeciego stopnia. Cardano uznał, że obietnica dana Tartaglii nie obowiązuje go więcej i opublikował metodę rozwiązywania równań 3. i 4. stopnia w swoim dziele Ars Magna w 1545.
Równania sześcienne znalazły zastosowanie m.in. w fizyce i chemii, np. w termodynamice. Równanie van der Waalsa jest równaniem sześciennym ze względu na objętość opisywanego gazu.